# معاملة المثليين في كوسوفو
يواجه الأشخاص من المثليين والمثليات ومزدوجي التوجه الجنسي والمتحولين جنسياً (اختصاراً: LGBT) في كوسوفو 
تحديات قانونية لا يواجهها غيرهم من المغايرين جنسيا. ولكن تحسنت هذه الحقوق في السنوات الأخيرة، وأبرزها اعتماد الدستور الجديد، الذي يحظر التمييز على أساس التوجه الجنسي. ومع ذلك، فإن قوانين مكافحة التمييز هذه لا يزال لايتم تطبيقها إلى حد كبير.
تعتبر حكومة كوسوفو داعمة لمجتمع المثليين في البلاد. في أواخر عام 2013، أقر مجلس النواب مشروع قانون لإنشاء مجموعة تنسيقية لمجتمع المثليين. في 17 مايو/أيار 2014، خرج سياسيون مشهورون، من بينهم السفير البريطاني في كوسوفو إيان كليف ومنظمات محلية للدفاع عن حقوق المثليين إلى شوارع بريشتينا للاحتجاج ضد رهاب المثلية. وقد رحب مكتب الاتحاد الأوروبي في كوسوفو بالحدث، بالإضافة إلى الحكومة نفسها. غطى علم فخر المثليين كبير الجانب الأمامي من مبنى الحكومة في تلك الليلة.
عُقدت أول مسيرة لفخر المثليين في كوسوفو في بريشتينا في 17 مايو 2016، حيث شارك بضع مئات من الأشخاص في شوارع العاصمة. كما حضر المسيرة الرئيس هاشم ثاتشي والسفراء البريطانيون والأمريكيون إلى كوسوفو.

## قانونية النشاط الجنسي المثلي

### الدولة العثمانية
في عام 1858، قننت الدولة العثمانية، التي كانت تحكم حينها كوسوفو، النشاط الجنسي المثلي.

### يوغوسلافيا
حظر القانون الجنائي اليوغوسلافي لعام 1929 «الفحش ضد نظام الطبيعة» (الجنس الشرجي) بين البشر. وقامت جمهورية يوغوسلافيا الاشتراكية الاتحادية أيضا بتقييد الجريمة بالجنس الشرجي المثلي مع تخفيف العقوبة القصوى بالسجن من سنة إلى سنتين في عام 1959.
وفي عام 1994، أصبح النشاط الجنسي المثلي بين الذكور في مقاطعة كوسوفو وميتوهيا المتمتعة بالحكم الذاتي عندما كانت جزءا من جمهورية يوغوسلافيا الاتحادية.

### فترة بعثة الأمم المتحدة للإدارة المؤقتة في كوسوفو
في عام 2004، تم تحديد السن القانونية للنشاط الجنسي على 14 بغض النظر عن جنس الفرد أو توجهه الجنسي، وأصبحت جميع الجرائم الجنسية محايدة جنسانياً.

### فترة الاستقلال
عندما أعلنت كوسوفو استقلالها عن صربيا في عام 2008، ظل النشاط الجنسي المثلي قانونياً في الوقت الحاضر.

## الاعتراف القانوني بالعلاقات المثلية
في عام 2014، قال رئيس المحكمة الدستورية أن كوسوفو بحكم القانون تسمح بزواج المثليين. تطالب المادة 144 (3) من دستور كوسوفو المحكمة الدستورية بالموافقة على أي تعديلات على الدستور لضمان عدم انتهاكها للحقوق المدنية المكفولة سابقًا. وتعرِّف المادة 14 من قانون الأسرة الزواج بأنها «اتحاد مسجل قانوناً بين شخصين مغايرين»، رغم أن نشطاء حقوق المثليين في كوسوفو قد جادلوا بأن هذا يتناقض مع صياغة الدستور (انظر أعلاه) ودعوا الشركاء المثليين إلى تحدي القانون في المحكمة.

## الحماية من التمييز

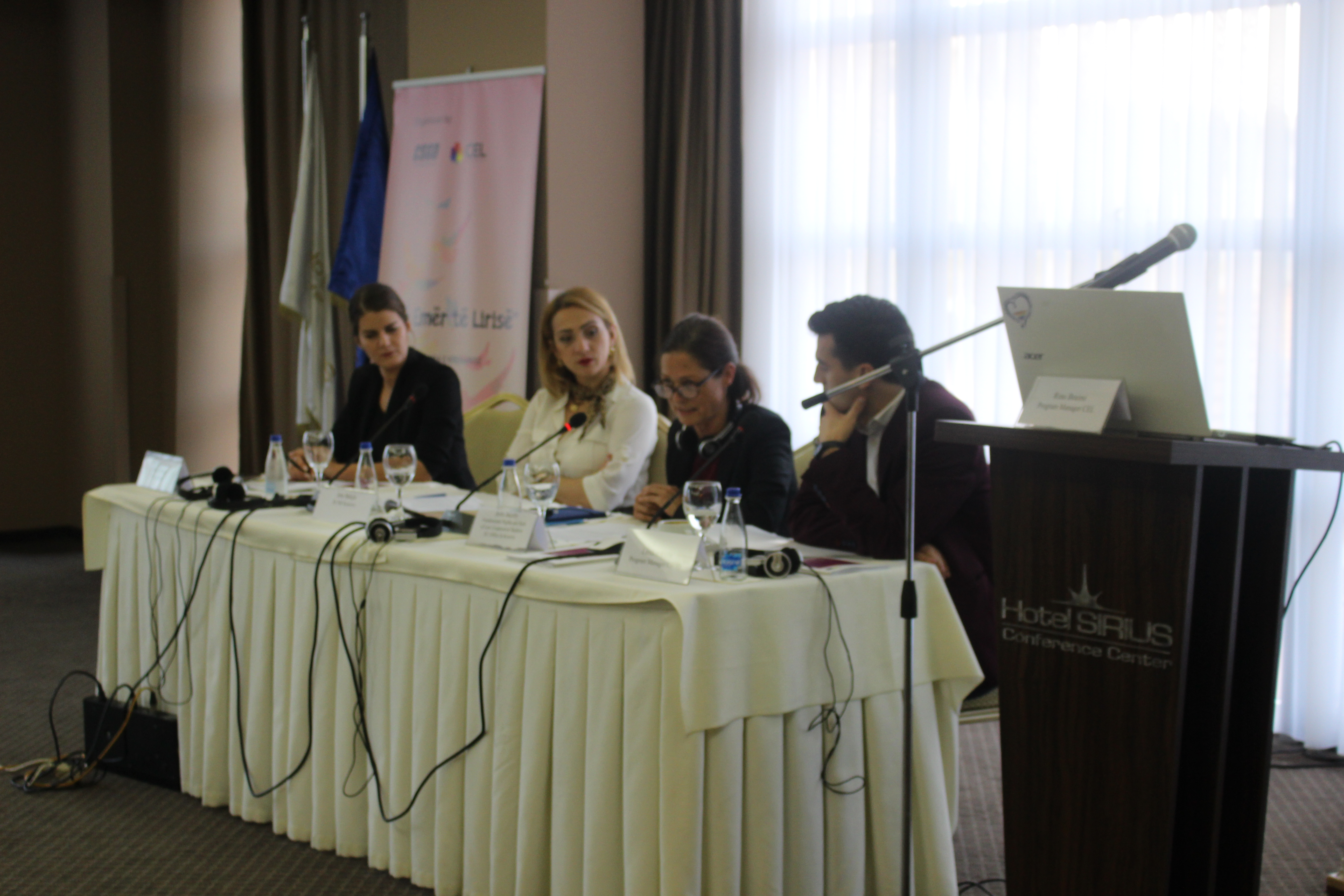
اسبوع الفخر في كوسوفو في عام 2018

تحظر المادة 24 من دستور كوسوفو التمييز على عدد من الأسباب، بما في ذلك التوجه الجنسي. وهكذا أصبحت كوسوفو واحدة من الدول القليلة في أوروبا التي حظرت دستوريًا التمييز على أساس التوجه الجنسي. على الرغم من قانون مكافحة التمييز، فإن أغلبية مجتمع المثليين تعيش حياة سرية وعدد قليل من الإحصاءات متاحة حول التمييز ضد المثليين في كوسوفو.

### قوانين مكافحة التمييز
يحظر قانون مكافحة التمييز لعام 2004، الذي أصدرته الجمعية التشريعية لكوسوفو، التمييز على أساس التوجه الجنسية في مجموعة متنوعة من المجالات، بما في ذلك التوظيف، وعضوية المنظمات، والتعليم، وتوفير السلع والخدمات، والضمان الاجتماعي، والحصول على السكن. يتضمن تعريف التمييز في هذا القانون صراحةً التمييز المباشر وغير المباشر، فضلاً عن المضايقة والإيذاء والفصل العنصري.
وفي 26 أيار/مايو 2015، وافقت الجمعية البرلمانية على تعديلات تضيف الهوية الجندرية لقانون كوسوفو المناهض للتمييز. دخلت التعديلات حيز التنفيذ في يوليو 2015.

## الهوية الجندرية والتعبير	عنها
لا يسمح للأشخاص المتحولين جنسياً بتغيير جنسهم بشكل قانوني في كوسوفو، حتى ولو خضعوا لجراحة إعادة تحديد الجنس.

## الخدمة العسكرية
يسمح للمثليين والمثليين ومزدوجي التوجه الجنسي بالخدمة بشكل علني في الجيش. ومع ذلك، ربما بسبب الخوف من التمييز، لا يوجد أعضاء مثليون علنيون من المثليين في الجيش.

## التبرع بالدم
أصبح التبرع بكل من الدم، الحيوانات المنوية والأعضاء من قبل الرجال المثليين ومزدوجي التوجه الجنسي قانونيا في ديسمبر كانون الأول عام 2002. ومنذ مارس 2006، الغت كوسوفو تصنيف المثلية الجنسية كنوع من الاضطراب العقلي.

## ظروف المعيشة
تصف جمعية تدافع عن حقوق المثليين في كوسوفو تعرف باسم «مركز التحرر الاجتماعي» حياة المثليين في كوسوفو بأنها «سرية». ولا توجد أندية للمثليين في كوسوفو، كما لا تزال حياة المثليين في الخفاء.

## حراك حقوق المثليين في كوسوفو
يوجد حاليا ثلاث منظمات محلية لحقوق الإنسان في كوسوفو؛ مركز المساواة والحرية، ومركز تنمية المجموعات الاجتماعية، ومركز التحرر الاجتماعي.

## ملخص
| قانونية النشاط الجنسي المثلي                                                             | (قانوني منذ عام 1994)                            |
| المساواة في السن القانوني للنشاط الجنسي                                                  | (قانوني منذ عام 2004)                            |
| قوانين مكافحة التمييز في التوظيف                                                         | (منذ عام 2004)                                   |
| قوانين مكافحة التمييز في توفير السلع والخدمات                                            | (منذ عام 2004)                                   |
| قوانين مكافحة التمييز في جميع المجالات الأخرى (تتضمن التمييز غير المباشر، خطاب الكراهية) | (منذ عام 2004)                                   |
| قوانين جرائم الكراهية تشمل التوجه الجنسي والهوية الجندرية                                | No                                               |
| زواج المثليين                                                                            | No                                               |
| الاعتراف القانوني بالعلاقات المثلية                                                      | No                                               |
| تبني أحد الشريكين للطفل البيولوجي للشريك الآخر                                           | No                                               |
| التبني المشترك للأزواج المثليين                                                          | No                                               |
| يسمح للمثليين والمثليات ومزدوجي التوجه الجنسي بالخدمة علناً في القوات المسلحة             | Yes                                              |
| الحق بتغيير الجنس القانوني                                                               | No                                               |
| إلغاء تصنيف المثلية الجنسية كمرض                                                         | (منذ عام 2006)                                   |
| علاج التحويل محظور على القاصرين                                                          | No                                               |
| الحصول على أطفال أنابيب للمثليات                                                         | No                                               |
| الأمومة التلقائية للطفل بعد الولادة                                                      | No                                               |
| تأجير الأرحام التجاري للأزواج المثليين من الذكور                                         | (محظور لجميع الأزواج بغض النظر عن التوجه الجنسي) |
| السماح للرجال الذين مارسوا الجنس الشرجي بالتبرع بالدم                                    | (منذ عام 2002)                                   |